# الونداز
الونداز (به فرانسوی: Allondaz) یک کمون در فرانسه است که در Canton of Albertville-Nord واقع شده‌است.

## خصوصیات
الونداز ۴٫۰۸ کیلومترمربع مساحت و ۲۰۸ نفر جمعیت دارد.